# Walther Hasemann
Walther Hasemann (18 de outubro de 1900 – 20 de novembro de 1976) foi um político alemão do Partido Democrático Liberal (FDP) e ex-membro do Bundestag alemão.

## Vida
Hasemann foi membro do Bundestag alemão a partir da sua primeira eleição em 1949, servindo até 1953. Ele ingressou no parlamento através da lista do FDP da Baixa Saxónia.

## Literatura
Herbst, Ludolf; Jahn, Bruno (2002).  Vierhaus, ed. Biographisches Handbuch der Mitglieder des Deutschen Bundestages. 1949–2002 (em alemão). München: De Gruyter - De Gruyter Saur. 1715 páginas. ISBN 978-3-11-184511-1